# Ścieżki chwały (powieść Jeffreya Archera)
Ścieżki chwały (ang. Paths of Glory) – powieść, której autorem jest brytyjski pisarz Jeffrey Archer.
Jest to historia George’a Mallory’ego, skromnego nauczyciela historii w Charterhouse, który być może zdobył Mount Everest przed Edmundem Hillarym. Jego marzeniem od czasów dzieciństwa było wejście na najwyższą górę świata. Jako jedyny wziął udział we wszystkich trzech brytyjskich wyprawach na Mount Everest w latach 1921–1924.